# 요리조리 맛술사
《요리조리 맛술사》는 대한민국의 애니메이션이다. 어린이들에게 송이버섯, 고추장, 된장, 사과, 홍삼등 식품들에 대해서 맛술사라는 인물과의 시간여행을 통해 알기 쉽게 설명했다. 한국방송에서 매주 수요일 5시 30분부터 방영했었다.

## 제작정보
- 편성기획: 김광필
- 감독: 송정율
- 시나리오: 이광조, 이영일, 하세린, 이미선
- 연출감독: 조종호, 송정율, 양승훈
- 자문교수: 호서대학교, 이규홍
- 레이아웃: 장남수, 박효식, 이상헌, Zarzuela Magtanggol
- 원화: 정태균, 김완수, 최재완, 박마강, 박태민, 마종원, 이승훈, 윤정만, 이영미, 이기두, 신현미, 강복경, 김진구, 최득건, 권오성, 이준웅
- 원화작감: 조은경, 이연화, Galapon Gladyz P.
- 동화: 홍준선, 정은진, 김은영, 유경숙, 신종아, 정규오, 최영화, 안경주, 임경덕 조영순, 이채은, 한미옥, 임윤정, 전지영, 서영미, Coloma Rhomnick B., Dela Rosa Jeffrey
- 동화작감: 이연화, 안은주, Sapinosa Ariel W., Grajo Salvador
- 파이널 체킹: 이상헌
- 배경: 김영구, 김형철, 김영일, 조덕호, 이종용
- (검정고무신)캐릭터 협조: 이우영
- 제작프로듀서: 이슬기
- 디지털 제작협력: 콘츠 미디어, 서광애니메이션
- 디지털감독: 김호진
- 콤퍼지트: 김성숙
- 색지정: 주문경
- 스캐닝: 이경용
- 페인팅: 김근정, 김은정, 김춘희, 김치환, 김현승, 류유희, 송은영, 이지윤, 정은민, 조은경, 최정화
- 디지털감독: 김태훈
- 디지털: 김태희, 곽민영, 정다운, 배효진, 백정희, 김용규, 임재한, 오세청
- 녹음: GG Sound
- 사운드디자인: 서원영, 이향희
- 믹싱: 김희집
- 음악: 이상호, 박상현
- 주제가 작사·작곡: 이상호 (엄마 사랑해요)
- 노래: 이신애, 김효연
- 시나리오 및 제작 자문: 궁중음식연구원 한복려 원장, 이화여자대학교 식품영양학과 김화영 교수, 한국여성농업인중앙연합회 김성아 사무총장, 안양대학교 디지털미디어학부 양진식 교수, 한국농촌경제연구원 이계임 박사, 한국문화콘텐츠진흥원 이동주 차장, 선민이미지픽쳐스 문성철 디지털 감독, 이승규 감독
- 시나리오 감수: 농촌진흥청
- 공동기획: KBS 플러스, 한선옥, 임송연, 농촌정보문화센터, 이인아
- 마케팅: KBS 미디어, 김형진
- 편집감독: 김영동
- 제작편집: 안영준, 이진욱
- 컴퓨터 그래픽: 신정원
- 프로듀서: 신동조
- 제작: 농림부·농촌정보문화센터·KBS 한국방송· 새한프로덕션
- 홈페이지 제작: KBSi, 김은경, 정보원

## 출연성우
- 신토(손정아): 초등학교 6학년생이다. 다친 까치를 고쳐줄만큼 순수한 마음을 갖고 있다.
- 맛술사(황원): 조선시대때 대령숙수(남성요리사)로 활약했으며, 시간여행으로 현대에 왔다. 어린이들과 재미있는 시간여행을 하면서 자연스럽게 여러 식품들에 대해서 가르쳐주는 친근하면서도 신비한 인물이다. 마법에 걸려 도룡뇽의 모습도 하고 있다.
- 소리(정현경): 초등학교 6학년생이다. 가방에 무랑이라고하는 무당벌레와 사만이(사마귀), 집게벌레 등을 가지고 다니는 별난 소녀이다.
- 슬기(차명화): 초등학교 6학년생이다. 맛있는 음식을 먹으면 낭만적으로 묘사하는 시인이다.
- 도마(전숙경): 아는게 무척 많은 똑똑한 초등학생이다.
- 신토 엄마(안경진)
- 아빠(김소형)
- 집게벌레(김영진)
- 무당벌레 무랑이(임주현)

## 방영 리스트
| 화수   | 부제 (서브 타이틀)                          | 시나리오      | 연출감독 | 레이아웃              | 원화작감                 | 방송일          |
| ------ | ------------------------------------------- | ------------- | -------- | --------------------- | ------------------------ | --------------- |
| 제1화  | 미래에서 온 맛술사/김치파워                 | 이영일        | 조종호   | Zarzuela Magtanggol   | 이연화 Galapon Gladyz P. | 2007년 2월 21일 |
| 제2화  | 따끈따끈 군고구마/내더위 사가라             | 이영일        | 송정율   | Zarzuela Magtanggol   | 이연화                   | 3월 7일         |
| 제3화  | 돼지로 변했어요                             | 이광조        | 양승훈   | 장남수, 박효식 이상헌 | 조은경                   | 3월 14일        |
| 제4화  | 콩나라 여행/메밀꽃필 무렵에                 | 하세린 이광조 | 조종호   | 장남수, 박효식 이상헌 | 이연화 조은경            | 3월 21일        |
| 제5화  | 알록달록 과일채소/점심이의 향기             | -             | -        | -                     | -                        | 4월 4일         |
| 제6화  | 양파의 힘/신토의 아침                       | -             | -        | -                     | -                        | 4월 11일        |
| 제7화  | 마늘먹는 드라큘라/토마토에 사랑을 싣고      | -             | -        | -                     | -                        | 4월 18일        |
| 제8화  | 고추장의 전설/보릿고개 체험                 | -             | -        | -                     | -                        | 4월 25일        |
| 제9화  | 신토의 배/달려라 홍삼아                     | 하세린 이영일 | 조종호   | 장남수, 박효식 이상헌 | 이연화 조은경            | 5월 2일         |
| 제10화 | 어머니의 맛/호박도둑을 잡아라               | -             | -        | -                     | -                        | 5월 9일         |
| 제11화 | 황금사과/송이송이                           | 하세린 이영일 | 조종호   | 장남수, 박효식 이상헌 | 이연화 조은경            | 5월 16일        |
| 제12화 | 파프리카 사랑/김치와 기무치                 | 하세린 이영일 | 조종호   | 장남수, 박효식 이상헌 | 이연화 조은경            | 5월 23일        |
| 제13화 | 농부가 된 달봉이/신토불이 우리포도 (최종회) | 이광조        | 양승훈   | 장남수, 박효식 이상헌 | 이연화 조은경            | 5월 30일        |